# 온두라스의 역사
온두라스는 16세기에 스페인 사람들이 도착했을 때 많은 토착민들이 살고 있었다. 온두라스의 서부-중부 지역은 렝카족, 톨족에 의한 중앙 북쪽 해안, 트루히요의 동쪽과 서쪽 지역은 페흐족, 마야족, 마양나족이 살고 있었다. 이 자치 단체들은 서로 그리고 파나마와 멕시코만큼 멀리 떨어져 있는 다른 인구들과 거래했다. 온두라스에는 이 나라의 콜롬버스 이전의 과거를 보여주는 중미 고전기까지 거슬러 올라가는 여러 도시들의 유적이 있다.
스페인 사람들은 트루히요, 코마야과, 그라시아스, 테구시갈파와 같은 새로운 정착지를 설립했다. 식민지 시대부터 시작하여 오늘날 온두라스의 영토는 수확, 채굴, 목장 경영에 전념했다. 1821년 스페인 제국으로부터 독립한 후 중앙아메리카는 아주 짧은 시간 동안 멕시코 제1제국에 합류했다. 1823년 함락되었고 1839년 함락된 중앙아메리카 연방공화국이 만들어졌다. 그 후 온두라스의 영토는 독립 국가가 되었다.

## 식민지 온두라스
렘피라의 반란의 패배와 경쟁적인 스페인 파벌들 간의 전투의 감소는 모두 온두라스에 정착을 확대하고 경제 활동을 증가시켰다. 1540년 말, 과테말라 오디엔시아 지방의 수도로서 그라시아스가 세워지면서 온두라스는 발전과 번영을 향해 가는 것처럼 보였다.
하지만, 이 결정은 과테말라와 엘살바도르의 인구 밀집 지역에 분노를 자아냈다. 1549년, 수도는 안티과과테말라로 옮겨졌고, 온두라스는 1821년까지 과테말라 대장성 내의 새로운 지방으로 남아있었다.